# Meriosfera lineata
Meriosfera lineata – gatunek kosarza z podrzędu Laniatores i rodziny Agoristenidae.

## Występowanie
Gatunek jest endemiczny dla wyspy Haiti.